# توريون
توريون هي مدينة في المكسيك، ومدينة، تقع في توريون، وهي عاصمتها، بلغ عدد سكانها 679,288 نسمة وذلك حسب إحصائيات سنة 2015، تبلغ مساحتها 500 كيلومتر مربع، رمزها البريدي هو 27000.

## المناخ
يظهر الجدول التالي التغييرات المناخية على مدار السنة لتوريون:
| البيانات المناخية لـتوريون                                      | البيانات المناخية لـتوريون | البيانات المناخية لـتوريون | البيانات المناخية لـتوريون | البيانات المناخية لـتوريون | البيانات المناخية لـتوريون | البيانات المناخية لـتوريون | البيانات المناخية لـتوريون | البيانات المناخية لـتوريون | البيانات المناخية لـتوريون | البيانات المناخية لـتوريون | البيانات المناخية لـتوريون | البيانات المناخية لـتوريون | البيانات المناخية لـتوريون |
| الشهر                                                           | يناير                      | فبراير                     | مارس                       | أبريل                      | مايو                       | يونيو                      | يوليو                      | أغسطس                      | سبتمبر                     | أكتوبر                     | نوفمبر                     | ديسمبر                     | المعدل السنوي              |
| --------------------------------------------------------------- | -------------------------- | -------------------------- | -------------------------- | -------------------------- | -------------------------- | -------------------------- | -------------------------- | -------------------------- | -------------------------- | -------------------------- | -------------------------- | -------------------------- | -------------------------- |
| الدرجة القصوى °م (°ف)                                           | 35.0 (95.0)                | 35.0 (95.0)                | 39.5 (103.1)               | 41.2 (106.2)               | 42.2 (108.0)               | 43.0 (109.4)               | 40.5 (104.9)               | 39.2 (102.6)               | 38.4 (101.1)               | 36.0 (96.8)                | 34.8 (94.6)                | 32.5 (90.5)                | 43.0 (109.4)               |
| متوسط درجة الحرارة الكبرى °م (°ف)                               | 22.3 (72.1)                | 25.3 (77.5)                | 26.0 (78.8)                | 32.5 (90.5)                | 35.3 (95.5)                | 35.4 (95.7)                | 34.3 (93.7)                | 33.7 (92.7)                | 31.8 (89.2)                | 29.5 (85.1)                | 26.1 (79.0)                | 22.8 (73.0)                | 29.6 (85.3)                |
| المتوسط اليومي °م (°ف)                                          | 14.5 (58.1)                | 17.0 (62.6)                | 19.0 (66.2)                | 24.1 (75.4)                | 27.2 (81.0)                | 28.1 (82.6)                | 27.4 (81.3)                | 27.0 (80.6)                | 25.2 (77.4)                | 22.4 (72.3)                | 18.2 (64.8)                | 15.1 (59.2)                | 22.1 (71.8)                |
| متوسط درجة الحرارة الصغرى °م (°ف)                               | 6.8 (44.2)                 | 8.6 (47.5)                 | 11.9 (53.4)                | 15.6 (60.1)                | 19.0 (66.2)                | 20.8 (69.4)                | 20.5 (68.9)                | 20.3 (68.5)                | 18.6 (65.5)                | 15.2 (59.4)                | 10.3 (50.5)                | 7.4 (45.3)                 | 14.6 (58.3)                |
| أدنى درجة حرارة °م (°ف)                                         | −7.0 (19.4)                | −5.0 (23.0)                | −5.5 (22.1)                | 1.8 (35.2)                 | 4.0 (39.2)                 | 10.0 (50.0)                | 11.0 (51.8)                | 10.0 (50.0)                | 7.5 (45.5)                 | 4.0 (39.2)                 | −2.8 (27.0)                | −8.0 (17.6)                | −8.0 (17.6)                |
| الهطول مم (إنش)                                                 | 20.1 (0.79)                | 6.5 (0.26)                 | 6.5 (0.26)                 | 14.1 (0.56)                | 18.8 (0.74)                | 34.9 (1.37)                | 24.2 (0.95)                | 26.5 (1.04)                | 18.1 (0.71)                | 11.8 (0.46)                | 7.9 (0.31)                 | 16.3 (0.64)                | 205.8 (8.10)               |
| متوسط أيام هطول الأمطار (≥ 0.1 mm)                              | 2.5                        | 1.1                        | 0.7                        | 1.7                        | 3.3                        | 4.3                        | 5.7                        | 5.0                        | 4.7                        | 2.7                        | 1.5                        | 1.8                        | 34.9                       |
| متوسط الرطوبة النسبية (%)                                       | 55                         | 46                         | 39                         | 39                         | 42                         | 50                         | 53                         | 54                         | 57                         | 55                         | 53                         | 56                         | 50                         |
| ساعات سطوع الشمس الشهرية                                        | 176                        | 176                        | 227                        | 239                        | 271                        | 286                        | 293                        | 264                        | 211                        | 237                        | 214                        | 176                        | 2٬770                      |
| المصدر #1: Servicio Meteorológico Nacional (humidity 1981–2000) |                            |                            |                            |                            |                            |                            |                            |                            |                            |                            |                            |                            |                            |
| المصدر #2: Ogimet (sun 1981–2010)                               |                            |                            |                            |                            |                            |                            |                            |                            |                            |                            |                            |                            |                            |

## مدن توأم
المدن التوأم:
- رينوسا[10]
- كولياكان (منذ 2007)[10]
- ارموسييو سونورا[10]
- تشيهواهوا[10]
- ساو باولو[10]
- فريسنو، كاليفورنيا[10]
- إل باسو، تكساس[10]
- Harburg, Hamburg [الإنجليزية]‏[10]
- خالابا[10]
- سان أنطونيو[10]
- سانتا آنا دي كورو[10]
- دورانجو[10]
- لاريدو[10]
- مونتيري، المكسيك[10]
- باريس[10]
- سالتيو[10]
- Culiacán Municipality [الإنجليزية]‏ (منذ 2007).

## أعلام
- أوريبي بيرالتا
- ديميان بيشير
- ريكاردو مونتلبان
- خوان كارلوس ميدينا
- برنارد فرنسيس لو
- دكتور فاغنر
- فرناندو غارسيا رويل